# He Jun
Dans ce nom chinois, le nom de famille, He, précède le nom personnel.
He Jun (en chinois : 何军), née le 3 mars 1969 à Pékin, est une joueuse chinoise de basket-ball.

## Carrière
Avec l'équipe de Chine de basket-ball féminin, elle est médaillée d'argent aux Jeux olympiques d'été de 1992 et au Championnat du monde de basket-ball féminin 1994.